# 职业网球联合会
職業網球聯合會（英語：Association of Tennis Professionals）于1972年9月成立，旨在保護男子職業網球選手的利益。自1990年開始組織以「ATP」為名的全球巡迴賽事，包括“ATP巡迴賽”（1990—2000，2016—至今）、“ATP”（2001—2009）、“ATP世界巡迴賽”（2009—2016）。幾次改名被認為是與大奖赛网球巡回赛、世界網球錦標賽競爭的結果。
ATP全球總部設在英國倫敦，歐洲總部設立在摩納哥，美洲總部設立在美國蓬特韋德拉海灘，而涵蓋非洲、亞洲、大洋洲的ATP國際總部則設立在澳大利亞悉尼。而負責女子職業網球選手的對應機構是女子網球聯合會。

## 機構歷史

舊職業網球聯合會標誌

1972年，職業網球聯合會由唐納德·戴爾、鮑勃·布瑞尼爾、杰克·克雷默、克利夫·德赖斯代尔等人成立。首任執行董事為克雷默，首任主席則為德赖斯代尔。職業網球選手排名系統在1973年開始實施，并沿用至今。
1974至1989年間，國際男子網球職業賽事均由國際網球總會（ITF）、ATP以及世界各地賽事管理方共同組成的“男子國際職業網球協會”（MIPTC）小組委員會管理。在ATP的要求下，MIPTC開始引入藥物檢查，使網球成為世界運動史上第一個採用“藥檢”的職業賽事。

### 1988年退出男子國際職業網球協會
由於選手在MIPTC缺乏影響力和代表性，對協會在賽事組織及推廣不利感到不滿，導致時任球王马茨·维兰德在內的眾多選手在1988年出現抵制聲浪，進而引發巡迴賽體制改革。
1988年8月30日，ATP執行長漢密爾頓·喬丹宣佈退出MIPTC（當時已改名為“男子網球協會”，MTC），將從1990年開始組織新的巡迴賽。這次重組也結束了沃爾沃與唐納德·戴爾的官司。而2008年再因相同問題引發與漢堡、蒙地卡羅大師賽的訟訴。
1989年1月19日，公佈1990年首屆賽季的巡迴賽日程表。
1991年，巡迴賽首度將19個巡迴賽事直播及轉播權打包在全球播出。1995年，賽事網站上線，與梅賽德斯-賓士簽署一份多年贊助協議。

### 1973年抵制溫網
1973年5月，南斯拉夫頭號網球選手尼古拉·皮利奇被國家草地網球協會禁賽，該國協會聲稱皮利奇拒絕代表南斯拉夫出戰戴維斯杯。儘管這項長達九個月的處分在國際草地網球聯合會（ILTF）協調下減輕至一個月，但仍讓皮利奇無法出戰當年度的溫布頓網球錦標賽。
由於最終未能達成妥協，ATP在經過投票後確定抵制該屆溫網，賽會16名種子選手裡，有13名選手（包括衛冕冠軍斯坦·史密斯）未參賽；另外3名無視抵制禁令的種子選手伊利耶·納斯塔塞、罗杰·泰勒和雷·卡爾代則被ATP紀律委員會課以罰款。

### 2022年取消溫網積分
2022年4月，全英草地网球俱乐部和草地網球協會因應俄羅斯入侵烏克蘭，決議禁止俄羅斯和白俄羅斯的球員參加包括溫布頓網球錦標賽在內的所有英國草地賽事。為此，ATP官方發表聲明「任何國家的球員都該不受歧視地參加巡迴賽。」5月，正式宣布取消2022年溫網排名積分（其他賽事仍授予積分），但溫網仍在巡迴賽日程，也不另外在同期安排其他賽事；若英國其他賽事繼續禁止選手參賽也會考慮加入制裁。

## ATP巡迴賽
ATP巡迴賽包括：ATP1000大師賽、ATP500巡迴賽和ATP250巡迴賽三項系列賽事，同時ATP另有新人選手舉辦的ATP挑戰賽和為資深選手舉辦的ATP冠軍賽。儘管大滿貫賽事、戴維斯杯不由ATP管理及監督，但這些賽事亦可以獲得ATP排名積分。
每年排名積分最高的單打及雙打選手能參加ATP年终总决赛。該賽事2000至2008年由ATP與ITF聯合舉辦，2009年後則由ATP獨立舉辦。
具體ATP積分獲得細節請參見下表：
| 賽事級別         | 賽事 數量 | 總獎金額 （單位：美元） | 冠軍積分  | 主辦機構                     |
| ---------------- | --------- | ----------------------- | --------- | ---------------------------- |
| 大滿貫賽事       | 4         | 詳見各賽事安排          | 2,000     | 國際網球聯合會               |
| ATP年终总决赛    | 1         | 4,450,000               | 1100–1500 | 職業網球聯合會（2009年迄今） |
| ATP1000大師賽    | 9         | 2,450,000–3,645,000     | 1000      | 職業網球聯合會               |
| ATP500巡迴賽     | 16        | 755,000–2,100,000       | 500       | 職業網球聯合會               |
| ATP250巡迴賽     | 30        | 416,000–1,024,000       | 250       | 職業網球聯合會               |
| ATP挑戰賽        | 178       | 40,000–220,000          | 80–125    | 職業網球聯合會               |
| ITF男子巡迴賽    | 534       | 10,000–25,000           | 18–35     | 國際網球聯合會               |
| 奧運男子網球賽事 | 1         |                         | 0         | 國際奧林匹克委員會           |

### 2009年改革
2009年，職業網球聯合會宣佈推出全新的巡迴賽體制，名為“ATP世界巡迴賽”。由「ATP世界巡回赛1000大师系列赛事」（原ATP大師系列賽）、「ATP世界巡回赛500系列赛事」（原ATP黃金國際巡迴賽）和「ATP世界巡回赛250系列赛事」（原ATP國際巡迴賽）三項系列賽事構成。
ATP世界巡回赛1000大师系列赛事包括印第安維爾斯、邁阿密、蒙地卡羅、羅馬、馬德里、多倫多/蒙特利爾、辛辛那提、上海和巴黎等九個大師賽。漢堡大師賽則被全新的男女合辦紅土賽事馬德里大師賽取代。2011年起，羅馬和辛辛那提大師賽也變革為混合賽事。除非有醫療證明，否則ATP將嚴厲懲罰故意不參加大师系列赛事的頂級選手。
取消漢堡大師賽和蒙地卡羅大師賽的計劃讓兩賽事方提起訴訟，ATP最後決定保留蒙地卡羅為1000大师系列赛事一員，仍有高額獎金和積分但不再是強制網球頂級選手必須參加的賽事；而漢堡不接受ATP將其“降級”為500系列赛事的決定，但最終敗訴。
ATP世界巡回赛500系列赛事包括鹿特丹、迪拜、里約、墨西哥、巴塞隆納、漢堡、華盛頓、北京、東京、巴塞爾和維也納。
ATP世界巡回赛总决赛從上海遷移到倫敦。
戴维斯杯首次引入ATP积分，只有参加戴维斯杯世界组或世界组附加赛的球员才能获得排名积分。在四个附加赛上所累积的积分，可列入500級賽事中的四次最佳成績之一。全年赢得8场单打比赛的球员获得125分额外奖励。

## ATP排名
「PIF ATP排名」（PIF ATP Rankings），是職業男子網球運動員的世界排行榜。榜單通常在每週一公布，用來確定選手在各項網球賽事的參賽資格以及種子順位。所有單打和雙打球員獲得的積分會在52週後扣除，賽季結束后積分最高的選手即為當年“年終世界第一”。
「ATP直通杜林」（ATP Race to Turin，俗稱“ATP冠軍積分”）則是以「單一賽季年」內所有積分的累加數據，為各選手“截至上週的ATP冠軍積分−去年上週的同期積分＋今年上週的積分＝本週的ATP冠軍積分”。最終排名前八的選手即有ATP年终总决赛的參加資格。